# SMS Csepel
Le SMS Csepel était un destroyer de classe Tátra construit par l'Autriche-Hongrie à partir de 1912. 